# Tabaré Vázquez
Tabaré Ramón Vázquez Rosas (Montevidéu, 17 de janeiro de 1940 — Montevidéu, 6 de dezembro de 2020) foi um médico oncologista e político uruguaio, que serviu como o 39.º e 41.º presidente do Uruguai de 2005 até 2010 e de 2015 até 2020.
Um dos líderes do partido Frente Ampla, Tabaré foi o primeiro político de esquerda a ocupar um cargo de importância na política uruguaia quando foi eleito prefeito de Montevidéu em 1989 e, em 2004, presidente da República, rompendo com a hegemonia dos dois principais partidos uruguaios sempre no poder, o Partido Colorado e o Partido Nacional.

## Carreira
Nascido no bairro de La Teja em Montevidéu, Vázquez estudou medicina na escola médica da Universidad de la República graduando-se como especialista em oncologia em 1972. Em 1976 ganhou uma concessão do governo francês para receber treinamento adicional em Paris.
Vázquez, de tendência social-democrata, foi líder da principal coalizão de esquerda do país, a Frente Ampla. Foi eleito presidente em 31 de outubro de 2004 e teve sua posse realizada em 1º de março de 2005, tornando-se o primeiro presidente de esquerda da história do Uruguai.

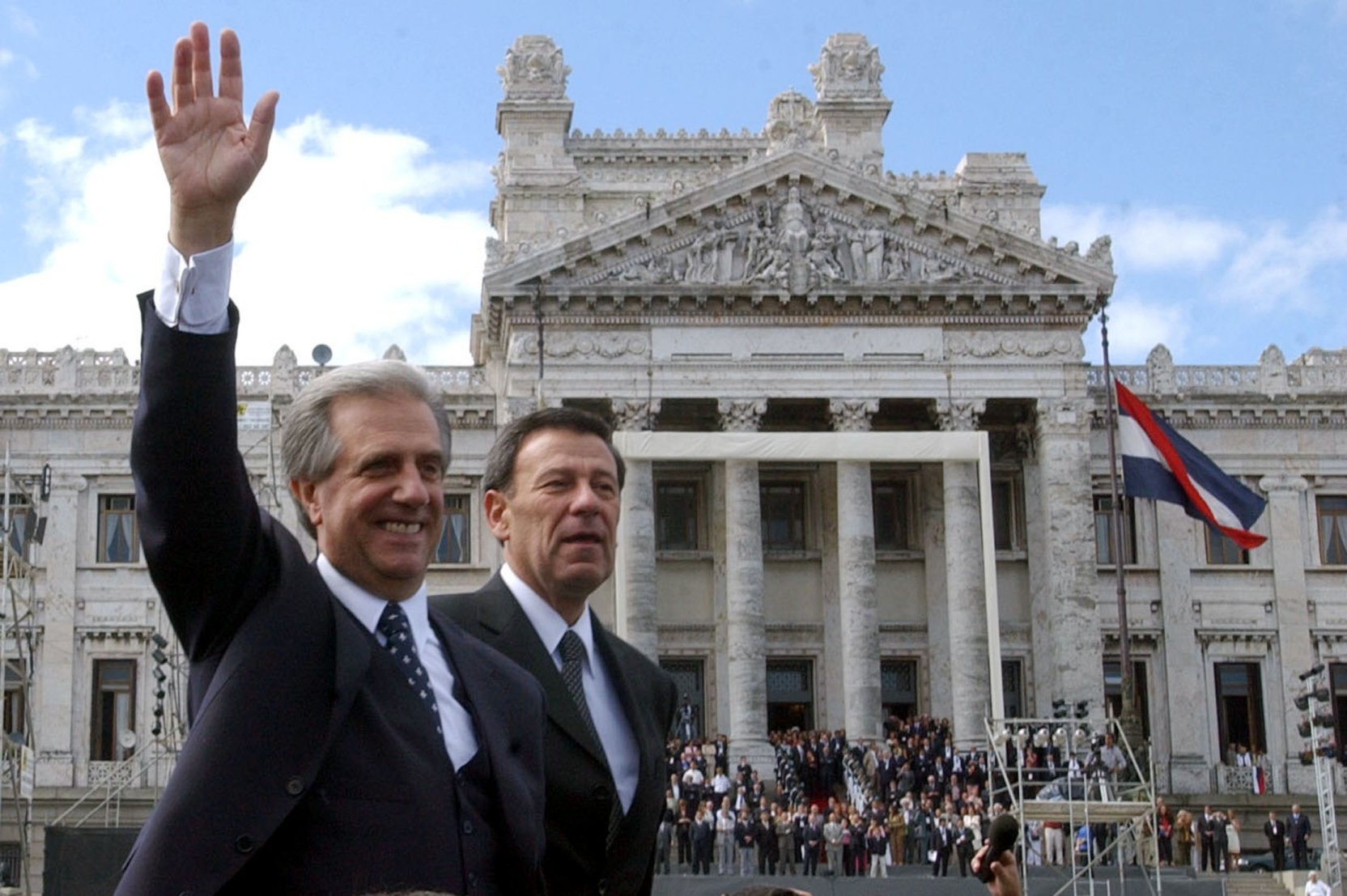
Tabaré e o vice-presidente do Uruguai na posse para seu primeiro mandato presidencial, em 2005.

De 1990 a 1995, Vázquez foi o primeiro prefeito de Montevidéu da coalizão Frenta Ampla. Em 1994, concorreu sem sucesso ao cargo de presidente do Uruguai, recebendo 30,6% da porcentagem total de votos. Concorreu novamente em 1999, recebendo 48% dos votos na eleição do segundo turno, perdendo para Jorge Batlle Ibáñez. Nas eleições de 2004, venceu com 50,45% do total (1 124 761 votos) na primeira contagem, eliminando a necessidade de segundo turno.
Tabaré Vázquez e o seu governo tiveram uma política económica de centro-esquerda. Entre 2005 e 2008, o salário mínimo aumentou de 1.350 pesos para 4.150 pesos ($70 para $200), enquanto que a pobreza caiu de 30,9% para 21,7% da população e o desemprego caiu de 13,1% para 7%.
Candidato novamente em 2014, ganhou as eleições presidenciais contra o rival do Partido Nacional, Luis Lacalle Pou, com 1 226 105 votos (53,6%) contra 939 074 (41,1%).

## Vida pessoal
Vázquez foi fã notável de futebol. Durante seu período como presidente do time Club Progreso por dez anos (1979–1989), seu time ganhou o campeonato nacional em 1989. Era mestre maçom da Grande Loja Maçônica do Uruguai, numa sociedade onde não é incomum a ligação com a maçonaria.
Vázquez foi casado com María Auxiliadora Delgado de 1968 até a morte dela em 2019, com quem teve quatro filhos: Ignacio, Álvaro e Javier, e um filho adotado, Fabián.
Morreu em 6 de dezembro de 2020, aos 80 anos, em decorrência de um câncer de pulmão.